# Autographa tiltscheri
Autographa tiltscheri är en fjärilsart som beskrevs av Diószeghy 1935. Autographa tiltscheri ingår i släktet Autographa och familjen nattflyn. Inga underarter finns listade i Catalogue of Life.